# Antiseptikum

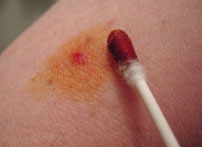
Antiseptický roztok Povidon-jodu aplikovaný na odřeninu

Antiseptikum (z řeckého αντί – anti, '„proti“ + σηπτικός – septikos, „hnilobný“) je protimikrobiální látka aplikovaná na živou tkáň/kůži ke snížení rizika infekce, sepse nebo hniloby. Antiseptika je třeba obecně odlišovat od antibiotik, která ničí mikroorganismy uvnitř těla, a od dezinfekčních látek, které ničí mikroorganismy na neživých předmětech. Některá antiseptika jsou skutečně baktericidní, tedy schopna ničení mikrobů, zatímco jiná působí pouze bakteriostaticky a brání množení mikrobů. Antibakteriální látky jsou antiseptika, která mají prokázán účinek proti bakteriím, zejména je-li jejich cílem ničit jen bakterie. Mikrobicidní látky účinné proti virům se označují jako antivirotika.

## Použití v chirurgii
Po vydání Listerova díla Principy antisepse v praktické chirurgii v roce 1867, inspirovaného Pasteurovou mikrobiální teorie hniloby, následovalo všeobecné zavádění antiseptických chirurgických metod. Lister ve svém díle obhajoval použití karbolové kyseliny (fenolu) jako metody zajišťující, že veškeré přítomné mikroorganismy budou zničeny. Část této práce byla přejata:
- Dr. Georgem H. Tichenorem, který experimentoval s použitím alkoholu na rány cca v letech 1861–1863 a následně po americké občanské válce uvedl na trh výrobek určený k těmto účelům a známý jako „Patentovaný lék Dr. Tichenora“.
- Ignácem Fülöpem Semmelweisem, který v roce 1861 publikoval svoji práci „Příčina, pojetí a profylaxe horečky omladnic“, kde shrnoval experimenty a pozorování od roku 1847.[1]
- Florence Nightingale, která podstatnou měrou přispěla ke zprávě Královské komise pro zdraví v armádě (1856–57), založené na její dřívější práci.
- Oliverem Wendellem Holmesem, který v roce 1843 publikoval práci „Kontagiozita horečky v šestinedělí“.
- lékaři ve starověkém Řecku: Galén (cca 130–200 n. l.) a Hippokratés (cca 400 př. n. l.) Existuje i hliněná tabulka ze starého Sumeru z doby okolo 2150 př. n. l., obhajující použití podobných technik.[2]

Ovšem každé antiseptikum, jakkoli dobré, je více či méně toxické a dráždivé pro povrch rány. Proto byly antiseptické metody chirurgické práce nahrazeny metodami aseptickými, které jsou založeny na ochraně před vniknutím mikrobů, namísto jejich odstraňování.

## Funkce antiseptik
Pro růst bakterií musí být k dispozici zdroj potravy, vlhkost, ve většině případů kyslík a určitá minimální teplota (viz bakteriologii). Tyto podmínky byly studovány a aplikovány v oblasti konzervace potravin a ve starověkých praktikách balzamování zemřelých, což je nejstarší známé systematické používání antiseptik.
Ovlivňují také mitochondrie a odezvu na hormony.
V časných výzkumech byl kladen důraz na prevenci proti infekci a procedury se zaměřovaly na zjišťování, kolik účinné látky je potřeba do roztoku přidat, aby se zabránilo vývoji nežádoucích bakterií. Z různých důvodů však tato metoda byla nepřesná a dnes se o účinnosti antiseptik rozhoduje na základě čistých kultur patogenních mikrobů, jejich vegetativní formy i spor. Byla všeobecně zavedena standardizace antiseptik a jako standard pro porovnávání účinnosti antiseptik se dnes používá vodný roztok fenolu o pevně stanovené koncentraci.

## Některá běžná antiseptika
AlkoholyNejčastěji se používá ethanol (60–90 %), 1-propanol (60–70 %) a 2-propanol/isopropanol (70–80 %) nebo směs těchto alkoholů. Často se označují jako „lékařský líh“. Používají se k dezinfekci kůže před injekcemi, často společně s jodem (jodová tinktura) nebo kationovými tenzidy (benzalkoniumchlorid v koncentraci 0,05–0,5 %, chlorhexidin 0.2–4.0 % nebo oktenidin dihydrochlorid 0.1–2.0 %).
Kvartérní amoniové sloučeniny (KAS)Do této skupiny patří benzalkoniumchlorid (BAC), cetyltrimethylamoniumbromid (CTMB), cetylpyridiniumchlorid (Cetrim, CPC), benzethoniumchlorid (BZT), karbethopendeciniumbromid, benzododeciniumbromid a další látky. Benzalkoniumchlorid se používá v některých směsích pro předoperační přípravu (koncentrace 0,05–0,5 %) a v antiseptických utěrkách. Antimikrobiální aktivitu KAS ruší anionové tenzidy, například mýdlo. Mezi příbuzné látky patří chlorhexidin a oktenidin.
Kyselina boritáPoužívá se v čípcích pro léčbu kvasinkové infekce v pochvě, v očních lázních a jako antivirotikum ke zkrácení léčby oparu. Též se přidává do krémů na popáleniny a ve stopových množstvích je běžnou součástí očních roztoků. I když je obecně známá jako antiseptikum, ve skutečnosti je pouze utišujícím roztokem, bakterie v ní mohou bez problémů žít.
Brilantová zeleňTriarylmethanové barvivo dosud široce používané jako jednoprocentní ethanolový roztok ve východní Evropě a postsovětských zemích pro léčbu drobných poranění a abscesů (viz též Novikovův roztok). Účinkuje proti grampozitivním bakteriím.
Malachitová zeleňpoužívaná jako lokální antiseptikum a antiparazitární lék v akvakulturách.
ChlorhexidinglukonátDerivát biguanidinu se používá v koncentracích 0,5–4 % samostatně nebo v nižších koncentracích v kombinací s jinými sloučeninami, například alkoholy. Používá se jako kožní antiseptikum a k léčbě zánětu dásní (gingivitidy). Mikrobicidní účinek je sice poněkud pomalý, ale přetrvávající. Látka je kationovým tenzidem, podobně jako KAS.
Peroxid vodíkuPoužívá se v šestiprocentním roztoku k čistění a deodorizaci ran a vředů. Častější tříprocentní roztok se používá v domácnostech jako první pomoc při drobných poraněních apod. Avšak i tato slabší forma se již pro péči o typická zranění nedoporučuje, protože silná oxidace způsobuje vznik jizev a prodlužuje čas hojení. Jemné omytí slabým mýdlem a vodou nebo vypláchnutí sterilním slaným roztokem je pro tyto účely vhodnější. 0,3–0,5% roztok se používá k výplachům úst.
JodObvykle se používá v alkoholovém roztoku (nazvaném jodová tinktura) nebo jako vodný Lugolův roztok pro před- a pooperační antiseptickou péči. K vytírání ústní dutiny lze použít jodový roztok v glycerolu. Už se nedoporučuje pro dezinfekci drobných poranění, protože vyvolává vznik jizev a prodlužuje čas hojení (viz výše). Novější jodová antiseptika obsahují povidon-jod (jodofor, komplex povidonu, polymeru rozpustného ve vodě, s trijodovými aniony I3−, obsahující okolo 10 % aktivního jodu), vytváří tzv. „zbytkový“ nebo perzistentní (přetrvávající) účinek. V závislosti na použití musí být jodpovidon naředěný na odpovídající koncentraci.  Velkou výhodou jodových antiseptik je široký záběr antimikrobiální aktivity, zabíjející všechny podstatné patogeny a při delším působení i spory, které jsou považovány za nejobtížněji inaktivovatelné pomocí dezinfekčních a antiseptických látek.
MerbrominZnámý také jako Mercurochrom, atd. Kvůli obsahu rtuti není americkou Food and Drug Administration (FDA) považován za bezpečný a efektivní. Mezi další zastaralá antiseptika založená na organické rtuti patří fenylhydrargyriumhydroxid—fenylhydrargyriumorthoborát (1/1) (Famosept), používaný jako antimikrobiální přísada očních kapek.
Oktenidin-dihydrochloridTento kationový tenzid a derivát bis(4-iminopyridin-1-yl)dekanu se používá v koncentracích 0,1–2 %. Účinkuje podobně jako KAS, ale má o něco širší záběr. Oktenidin se nyní čím dál častěji používá v kontinentální Evropě, jako náhrada KAS a chorhexidinu (kvůli jejich pomalému účinku a obavám ohledně karcinogenního znečištění 4-chloranilinem) ve vodných a alkoholových roztocích pro použití na kůži, sliznice a rány. Oktenidin se vyznačuje remanentním účinkem - zůstává aktivní na povrchu (kůže, rána, sliznice) delší dobu.  Ve vodných směsích se často posilován přidáním 2-fenoxyethanolu.
Sloučeniny fenolu (karbolové kyseliny)Fenol je baktericidní v silných roztocích, bakteriostatický ve slabších. Používá se na hrubou dezinfekci při předoperačním mytí rukou, ve formě prášku jako antiseptický dětský zásyp pro ošetření pupíku. Na mykózy místně s resorcinolem a kyselinou boritou jako Solutio Castellani. Též se používá v ústních vodách a zdravotních bonbonech, protože má kromě antiseptického účinku také účinek analgetický. Příklad: TCP. Dříve byla důležitá i další fenolická antiseptika, například thymol (dnes jen zřídka používán v zubní chirurgii), hexachlorofen (dnes již nepoužíván), triclosan a 3,5-dibrom-4-hydroxybenzensulfonát (Dibromol) (stále používané).
Chlorid sodnýPoužívá se jako obecný čistič, též jako antiseptická ústní voda. Má jen slabý antiseptický účinek daný hyperosmolalitou roztoků nad 0,9 %.
Chlornan sodnýDříve používán zředěný, neutralizovaný a kombinovaný s manganistanem draselným v Daquinově roztoku. Dnes se používá jen jako dezinficiens.
Chlornan vápenatýPoužíval ho Semmelweis v podobě chlorového vápna během svého revolučního boje proti horečkám omladnic.
Hydrogenuhličitan sodnýMá antiseptické a dezinfekční vlastnosti.
TerpenyJsou hlavním typem sloučenin obsažených v esenciálních olejích, některé mají silné účinky proti bakteriím, houbám a virům. Příkladem je terpinen-4-ol obsažený v oleji tea tree oil.

## Vývoj rezistence
Stuart B. Levy, v prezentaci na Emerging Infectious Diseases Conference v roce 2000, vyjádřil obavy, že nadužívání antiseptických a antibakteriálních látek může vést ke nebezpečným, rezistentním kmenům bakterií. Teorie říká, že se bakterie mohou vyvíjet do bodu, kdy už jim antiseptikum neublíží.
Různá antiseptika se liší v tom, jak snadno mohou bakterie najít genetickou obranu proti určitým sloučeninám. Závisí to také na dávkování; rezistence se může vyvinout při nízkých dávkách, ale nikoli při vysokých. Rezistence proti jedné sloučenině může někdy zvýšit rezistenci proti sloučeninám jiným.

## Endogenní antiseptika
Tělo si vytváří svá vlastní antiseptika, která jsou součástí chemických bariér imunitního systému. Kůže a dýchací ústrojí vylučují antimikrobiální peptidy, například β-defensiny. Enzymy jako lyzozym a fosfolipáza A2 ve slinách, slzách a mateřském mléce jsou také antiseptické Vaginální sekrety po menarché, kdy se stávají slabě kyselé, také slouží jako chemická bariéra. Sperma obsahuje defensiny a zinek, které ničí patogenní mikroby. V žaludku je žaludeční kyselina a proteázy, sloužící jako účinné prostředky proti spolknutým patogenům.